# Domingos da Apresentação Fernandes
Domingos da Apresentação Fernandes (São João do Souto, Braga, 3 de maio de 1894 - Aveiro, 21 de Janeiro de 1962) foi um religioso católico português, Bispo auxiliar de Aveiro (1952-1958) e Bispo residente da mesma diocese (1958-1962).

## Biografia
Depois de ter concluído o curso liceal, entrou no Seminário Conciliar de Braga para fazer com distinção o curso teológico. Recebeu a ordem de presbítero em 25 de Maio de 1918. Paroquiou diversas freguesias da Arquidiocese de Braga, desenvolvendo intenso apostolado, mormente em Fafe, quer na Imprensa, quer em Missões, quer na Acção Católica. Foi professor de Moral no Liceu Sá de Miranda, em Braga, e assistente da Juventude Operária Católica, bem como assistente-adjunto da Junta Arquidiocesana de Braga da Acção Católica Portuguesa. 
Foi nomeado Bispo auxiliar de Aveiro a 13 de Dezembro de 1952, com o título de Acalissus (ordenação em 19 de Março de 1953) e Bispo residente de Aveiro a 11 de Agosto de 1958.
Faleceu repentinamente em 21 de Janeiro de 1962, sem ter podido participar no Concílio do Vaticano II, do qual tinha dito pouco antes de morrer que se tratava de "uma das mais gloriosas e esperançosas realizações da Igreja Católica".